# Curling-Europameisterschaft 1981
Die Curling-Europameisterschaft 1981 der Männer und Frauen fand vom 7. bis 12. Dezember in Grindelwald in der Schweiz statt.

## Turnier der Männer

### Teilnehmer
Gruppe A
| BR Deutschland                                                                         | England                                                                                | Frankreich                                                                            | Niederlande                                                                             |
| -------------------------------------------------------------------------------------- | -------------------------------------------------------------------------------------- | ------------------------------------------------------------------------------------- | --------------------------------------------------------------------------------------- |
| Skip: Keith Wendorf Third: Hans Dieter Kiesel Second: Sven Saile Lead: Heiner Martin   | Skip: Bob Martin Third: Ronald D. Thornton Second: John D. Kerr Lead: Michael Thompson | Skip: André Tronc Third: Maurice Mercier Second: Yves Tronc Lead: Jean-Francois Orset | Skip: Otto Veening Third: Robin Claushuis Second: Gustaf van Imhoff Lead: Sytze van Dam |
| Österreich                                                                             | Schweiz                                                                                | Schottland                                                                            |                                                                                         |
| Skip: Arthur Fabi Third: Ludwig Karrer Second: Manfred Fabi Lead: Dieter Küchenmeister | Skip: Jürg Tanner Third: Jürg Hornisberger Second: Patrik Lörtscher Lead: Franz Tanner | Skip: Colin Hamilton Third: W.Michael Dick Second: David Ramsay Lead: Richard Pretsel |                                                                                         |

Gruppe B
| Dänemark                                                                                | Finnland | Italien                                                                                    | Luxemburg                                                                               |
| --------------------------------------------------------------------------------------- | --- | ------------------------------------------------------------------------------------------ | --------------------------------------------------------------------------------------- |
| Skip: Per Berg Third: Gert Larsen Second: Jan Hansen Lead: Michael Harry                | Skip: Isto Kolemainen Third: Juhani Heinonen Second: Pekka Sylvander Lead: Keijo Silvan                     | Skip: Giuseppe Dal Molin Third: Massimo Alvera Second: Franco Sovilla Lead: Claudio Alvera | Skip: Marco Staedtgen Third: William Bannerman Second: Nico Schweich Lead: Guy Schweich |
| Norwegen                                                                                | Schweden | Wales                                                                                      |                                                                                         |
| Skip: Pål Trulsen Third: Flemming Davanger Second: Stig-Arne Gunnestad Lead: Kjell Berg | Skip: Göran Roxin Third: Björn Rudström Second: Håkan Rudström Lead: Christer Mårtensson Ersatz: Hans Timan | Skip: Richard Davis Third: David Humphreys Second: Chris Wells Lead: Ray King              |                                                                                         |

### Gruppenphase

#### Gruppe A
| Draw | Begegnung                   | Resultat | Begegnung                   | Resultat | Begegnung                    | Resultat |
| ---- | --------------------------- | -------- | --------------------------- | -------- | ---------------------------- | -------- |
| 1    | Frankreich – Schottland     | 7-6      | Schweiz – BR Deutschland    | 7-5      | England – Niederlande        | 10-6     |
| 2    | Schottland – Österreich     | 14-6     | Schweiz – Frankreich        | 7-4      | BR Deutschland – Niederlande | 11-4     |
| 3    | Schweiz – Österreich        | 7-5      | Schottland – England        | 14-4     | BR Deutschland – Frankreich  | 10-3     |
| 4    | Schweiz – England           | 11-3     | Schottland – Niederlande    | 9-4      | Frankreich – Österreich      | 6-5      |
| 5    | BR Deutschland – Schottland | 7-6      | Frankreich – Niederlande    | 11-3     | England – Österreich         | 7-6      |
| 6    | Österreich – Niederlande    | 10-8     | BR Deutschland – England    | 9-7      | Schweiz – Schottland         | 7-4      |
| 7    | Frankreich – England        | 9-7      | BR Deutschland – Österreich | 8-5      | Schweiz – Niederlande        | 13-1     |

| Platz | Team           | Spiele | Siege | Ndlg. |
| ----- | -------------- | ------ | ----- | ----- |
| 1.    | Schweiz        | 6      | 6     | 0     |
| 2.    | BR Deutschland | 6      | 5     | 1     |
| 3.    | Frankreich     | 6      | 4     | 2     |
| 4.    | Schottland     | 6      | 3     | 3     |
| 5.    | England        | 6      | 2     | 4     |
| 6.    | Österreich     | 6      | 1     | 5     |
| 7.    | Niederlande    | 6      | 0     | 6     |

#### Gruppe B
| Draw | Begegnung            | Resultat | Begegnung           | Resultat | Begegnung            | Resultat |
| ---- | -------------------- | -------- | ------------------- | -------- | -------------------- | -------- |
| 1    | Schweden – Norwegen  | 8-7      | Dänemark – Italien  | 11-6     | Luxemburg – Wales    | 11-9     |
| 2    | Schweden – Dänemark  | 10-9     | Norwegen – Finnland | 13-2     | Italien – Luxemburg  | 15-3     |
| 3    | Schweden – Italien   | 9-3      | Dänemark – Finnland | 12-5     | Norwegen – Wales     | 14-2     |
| 4    | Schweden – Finnland  | 13-3     | Dänemark – Wales    | 13-3     | Norwegen – Luxemburg | 14-1     |
| 5    | Schweden – Luxemburg | 9-2      | Norwegen – Italien  | 7-2      | Wales – Luxemburg    | 8-3      |
| 6    | Finnland – Luxemburg | 7-6      | Italien – Wales     | 12-2     | Dänemark – Norwegen  | 7-6      |
| 7    | Schweden – Wales     | 14-4     | Italien – Finnland  | 7-3      | Dänemark – Luxemburg | 6-5      |

| Platz | Team      | Spiele | Siege | Ndlg. |
| ----- | --------- | ------ | ----- | ----- |
| 1.    | Schweden  | 6      | 6     | 0     |
| 2.    | Dänemark  | 6      | 5     | 1     |
| 3.    | Norwegen  | 6      | 4     | 2     |
| 4.    | Italien   | 6      | 3     | 3     |
| 5.    | Luxemburg | 6      | 2     | 4     |
| 6.    | Wales     | 6      | 1     | 5     |
| 7.    | Finnland  | 6      | 0     | 6     |

### Platzierungsrunde
| Spiel             | Begegnung              | Resultat |
| ----------------- | ---------------------- | -------- |
| Spiel um Platz 13 | Niederlande – Finnland | 5-2      |
| Spiel um Platz 11 | Österreich – Wales     | 10-4     |
| Spiel um Platz 9  | England – Luxemburg    | 7-6      |
| Spiel um Platz 7  | Schottland – Italien   | 6-5      |
| Spiel um Platz 5  | Frankreich – Norwegen  | 8-6      |

### Play-off
|  | Halbfinale | Halbfinale     | Halbfinale |    |         | Finale                      | Finale                      | Finale                      |
|  |            |                |            |    |         |                             |                             |                             |
|  |            |                |            |    |         |                             |                             |                             |
|  | 1A         | Schweiz        | 5          |    |         |                             |                             |                             |
|  | 2B         | Dänemark       | 1          |    |         |                             |                             |                             |
|  |            |                |            | 1A | Schweiz | 8                           |                             |                             |
|  |            |                |            |    | 1B      | Schweden                    | 6                           |                             |
|  | 1B         | Schweden       | 7          |    |         |                             |                             |                             |
|  | 2A         | BR Deutschland | 6          |    |         | Spiel um die Bronzemedaille | Spiel um die Bronzemedaille | Spiel um die Bronzemedaille |
|  |            |                |            |    |         | 2B                          | Dänemark                    | 10                          |
|  | 2A         | BR Deutschland | 4          |    |         |                             |                             |                             |
|  |            |                |            |    |         |                             |                             |                             |

### Endstand
| Platz | Land           |
| ----- | -------------- |
| 1     | Schweiz        |
| 2     | Schweden       |
| 3     | Dänemark       |
| 4     | BR Deutschland |
| 5     | Frankreich     |
| 6     | Norwegen       |
| 7     | Schottland     |
| 8     | Italien        |
| 9     | England        |
| 10    | Luxemburg      |
| 11    | Österreich     |
| 12    | Wales          |
| 13    | Niederlande    |
| 14    | Finnland       |

## Turnier der Frauen

### Teilnehmer
Gruppe A
| Dänemark                                                                                    | Frankreich                                                                                    | Luxemburg                                                                                         | Niederlande                                                                                |
| ------------------------------------------------------------------------------------------- | --------------------------------------------------------------------------------------------- | ------------------------------------------------------------------------------------------------- | ------------------------------------------------------------------------------------------ |
| Skip: Helena Blach Third: Marianne Jørgensen Second: Astrid Birnbaum Lead: Malene Krause    | Skip: Huguette Julien Third: Agnès Mercier Second: Paulette Sulpice Lead: Anne Claude Wolfers | Skip: Micheline Staedtgen Third: Sanny Mohnen Second: Madeleine v.d. Houten Lead: Carine Schweich | Skip: Margeet Poost Third: Elly de Vries Second: Marianne Mirck Lead: Nicole van den Brink |
| Österreich                                                                                  | Schweden                                                                                      | Schottland                                                                                        |                                                                                            |
| Skip: Marianne Gartner Third: Antje Karrer Second: Susanne Wieser Lead: Herta Küchenmeister | Skip: Elisabeth Högström Third: Katarina Hultling Second: Birgitta Sewik Lead: Karin Sjögren  | Skip: Helen Caird Third: Rae Gray Second: Sheena Hay Lead: Helen Watson                           |                                                                                            |

Gruppe B
| BR Deutschland                                                                           | England                                                                                    | Italien                                                                                  |
| ---------------------------------------------------------------------------------------- | ------------------------------------------------------------------------------------------ | ---------------------------------------------------------------------------------------- |
| Skip: Andrea Schöpp Third: Monica Wackerle Second: Monika Wagner Lead: Marga Hupertz     | Skip: Gwen French Third: Pauline Douglas Second: Jean Picken Lead: Lynda Clegg             | Skip: Maria G. Costantini Third: Ann Lacedelli Second: Thea Valt Lead: Angela Costantini |
| Norwegen                                                                                 | Schweiz                                                                                    | Wales                                                                                    |
| Skip: Trine Trulsen Third: Dordi Nordby Second: Hanne Petterson Lead: Catherine Hannevig | Skip: Susan Schlapbach Third: Irene Bürgi Second: Ursula Schlapbach Lead: Katrin Peterhans | Skip: Jean King Third: Sheila Nells Second: Rhoda Basnett Lead: Yadzia Williams          |

### Gruppenphase

#### Gruppe A
| Draw | Begegnung              | Resultat | Begegnung                | Resultat | Begegnung                | Resultat |
| ---- | ---------------------- | -------- | ------------------------ | -------- | ------------------------ | -------- |
| 1    | Schottland – Schweden  | 7-6      | Dänemark – Niederlande   | 14-6     | Frankreich – Luxemburg   | 14-4     |
| 2    | Schweden – Österreich  | 18-3     | Schottland – Dänemark    | 9-7      | Frankreich – Niederlande | 13-4     |
| 3    | Schweden – Luxemburg   | 15-3     | Dänemark – Österreich    | 11-4     | Schottland – Niederlande | 9-3      |
| 4    | Schweden – Frankreich  | 10-5     | Dänemark – Luxemburg     | 11-6     | Schottland – Österreich  | 14-1     |
| 5    | Schweden – Niederlande | 15-3     | Frankreich – Schottland  | 8-7      | Österreich – Luxemburg   | 15-6     |
| 6    | Schweden – Dänemark    | 4-3      | Frankreich – Österreich  | 8-3      | Niederlande – Luxemburg  | 15-3     |
| 7    | Luxemburg – Schottland | 9-7      | Österreich – Niederlande | 16-7     | Dänemark – Frankreich    | 6-4      |

| Platz | Team        | Spiele | Siege | Ndlg. |
| ----- | ----------- | ------ | ----- | ----- |
| 1.    | Schweden    | 6      | 5     | 1     |
| 2.    | Dänemark    | 6      | 4     | 2     |
| 3.    | Frankreich  | 6      | 4     | 2     |
| 4.    | Schottland  | 6      | 4     | 2     |
| 5.    | Österreich  | 6      | 2     | 4     |
| 6.    | Niederlande | 6      | 1     | 5     |
| 7.    | Luxemburg   | 6      | 1     | 5     |

#### Gruppe B
| Draw | Begegnung                 | Resultat | Begegnung                | Resultat | Begegnung          | Resultat |
| ---- | ------------------------- | -------- | ------------------------ | -------- | ------------------ | -------- |
| 1    | Norwegen – BR Deutschland | 9-5      | Schweiz – Italien        | 7-5      | Wales – England    | 8-7      |
| 2    | Schweiz – Norwegen        | 4-3      | BR Deutschland – Wales   | 10-9     | Italien – England  | 9-6      |
| 3    | Schweiz – Wales           | 8-3      | BR Deutschland – England | 13-5     | Norwegen – Italien | 9-3      |
| 4    | Italien – BR Deutschland  | 6-4      | Schweiz – England        | 9-3      | Norwegen – Wales   | 9-2      |
| 5    | Norwegen – England        | 15-6     | BR Deutschland – Schweiz | 6-5      | Wales – Italien    | 4-3      |

| Platz | Team           | Spiele | Siege | Ndlg. |
| ----- | -------------- | ------ | ----- | ----- |
| 1.    | Schweiz        | 5      | 4     | 1     |
| 2.    | Norwegen       | 5      | 4     | 1     |
| 3.    | BR Deutschland | 5      | 3     | 2     |
| 4.    | Wales          | 5      | 2     | 3     |
| 5.    | Italien        | 5      | 2     | 3     |
| 6.    | England        | 5      | 0     | 5     |

### Platzierungsrunde
| Spiel             | Begegnung                   | Resultat |
| ----------------- | --------------------------- | -------- |
| Spiel um Platz 11 | Niederlande – England       | 10-6     |
| Spiel um Platz 9  | Österreich – Italien        | 6-3      |
| Spiel um Platz 7  | Schottland – Wales          | 11-3     |
| Spiel um Platz 5  | Frankreich – BR Deutschland | 10-4     |

### Play-off
|  | Halbfinale | Halbfinale | Halbfinale |    |         | Finale                      | Finale                      | Finale                      |
|  |            |            |            |    |         |                             |                             |                             |
|  |            |            |            |    |         |                             |                             |                             |
|  | 1A         | Schweden   | 7          |    |         |                             |                             |                             |
|  | 2B         | Norwegen   | 5          |    |         |                             |                             |                             |
|  |            |            |            | 1B | Schweiz | 8                           |                             |                             |
|  |            |            |            |    | 1A      | Schweden                    | 5                           |                             |
|  | 1B         | Schweiz    | 7          |    |         |                             |                             |                             |
|  | 2A         | Dänemark   | 6          |    |         | Spiel um die Bronzemedaille | Spiel um die Bronzemedaille | Spiel um die Bronzemedaille |
|  |            |            |            |    |         | 2A                          | Dänemark                    | 8                           |
|  | 2B         | Norwegen   | 4          |    |         |                             |                             |                             |
|  |            |            |            |    |         |                             |                             |                             |

### Endstand
| Platz | Land           |
| ----- | -------------- |
| 1     | Schweiz        |
| 2     | Schweden       |
| 3     | Dänemark       |
| 4     | Norwegen       |
| 5     | Frankreich     |
| 6     | BR Deutschland |
| 7     | Schottland     |
| 8     | Wales          |
| 9     | Österreich     |
| 10    | Italien        |
| 11    | Niederlande    |
| 12    | England        |
| 13    | Luxemburg      |